# Leonhard Wächter
Georg Philipp Ludwig Leonhard Wächter, född den 25 november 1762, död den 11 februari 1837, var en tysk författare under pseudonymen Veit Weber.
Wächter, som var skolföreståndare i Hamburg, författade bland annat Sagen der Vorzeit (7 band, 1787-98; ny upplaga 1840) och romanen Wilhelm Tell (1804), som utkom kort före Schillers drama.